# 김범명
김범명(1943년 9월 10일~2021년 1월 6일)은 대한민국의 정치인이다. 제14·15대 국회의원을 지냈다.

## 역대 선거 결과
|  | 36.68% |

|  | 24.80% |

|  | 46.05% |

|  | 27.01% |

|  | 6.33% |